# 44-й укреплённый район
44-й Каунасский (Ковенский) укреплённый район — воинское формирование РККА СССР в Великой Отечественной войне.

## История
Сформирован в Прибалтийском особом военном округе 4 июня 1941 года.
В действующей армии с 22 июня 1941 года по 19 июля 1941 года.
Занимал полосу обороны длиной по фронту в 106 километров, глубиной обороны 5 - 16 километров, от Юрбаркас до Калварии. На 22 июня 1941 года укрепрайон, как фортификационное сооружение, состоял из 10 узлов обороны, 599 долговременных оборонительных сооружений находилось в стадии строительства, 31 было построено, при этом боеготовых сооружений не было.
Строительством района было занято 210-е Управление начальника строительство, состоящее из 55-го, 58-го, 77-го, 107-го и 109-го участков. К управлению были прикомандированы 12-й отдельный сапёрный батальон, 54-й отдельный сапёрный батальон, 84-й отдельный сапёрный батальон, 150-й отдельный сапёрный батальон, 159-й отдельный сапёрный батальон, 163-й отдельный сапёрный батальон, 182-й отдельный сапёрный батальон, 267-й отдельный сапёрный батальон, 217-й, 329-й, 330-й, 331-й, 332-й строительные батальоны, 809-я авиабаза.
После начала войны сапёрные и строительные подразделения спешно были погружены и начали вывод в тыл, понесли большие потери от авианалётов и артиллерии.
Собственного гарнизона район, по некоторым данным, не имел, имеющиеся укрепления должны были быть 22 июня 1941 года заняты: на участке 1, 2 и 3 узлов обороны (Шаудыня, Зыкле, Шварпле) - частями 5-й стрелковой дивизии, на участке 4, 5 и 6 узлов обороны
частями 33-й стрелковой дивизии (Слизновиэна, фл. Румки, Воишвилы, Дворкеле), на участке 7, 8 и 9 узлов обороны частями 188-й стрелковой дивизии (Кунигишки, Ковнишки, Мялуцишки, Венкшнупе), одним батальоном дивизии прикрывая 10 узел  районе Морги, Ивашки, Калвария.
Очевидно, что в первые дни войны оборона районов была прорвана, тем более, что в большинстве своём укрепления попросту не успели занять.
19 июля 1941 года укреплённый район был расформирован.

## Полное название
44-й укреплённый район

## Состав
Не удалось установить, по некоторым сведениям состоял только из управления

## Подчинение
| Дата            | Фронт (округ)         | Армия      | Корпус (группа) | Примечания |
| --------------- | --------------------- | ---------- | --------------- | ---------- |
| 22.06.1941 года | Северо-Западный фронт | 11-я армия | -               | -          |
| 01.07.1941 года | Северо-Западный фронт | 11-я армия | -               | -          |

## Коменданты района
- генерал-майор Сергей Георгиевич Горячев